# Her knuckle
Her knuckle（ハー・ナックル）は、To Be Continuedの後藤友輔による音楽プロジェクト。

## 沿革

### 2020年
- 3月
  - 13日 - Her knuckle始動[1]。
  - 15日 - 「レモン畑の恐竜」のMVをYouTube上で公開[1]。
- 5月
  - 6日 - 「レモン畑の恐竜」と「メウリー」を配信リリース。
  - 12日 - 「メウリー」のリリックビデオをYouTube上で公開。
- 6月
  - 4日 - 「TSUYOKU-IKITE」の外出自粛MVをYouTube上で公開。
  - 22日 - フルアルバム制作の為のクラウドファンディングを実施。
- 9月
  - 5日 - 「ここは何処だー!あたしは誰だー!」のMVをYouTube上で公開。
  - 30日 - ミニアルバム「現実から覚めた夢」を配信リリース。
- 10月
  - 19日 - 翌年1月30日、初ワンマン"A DREAM OF REALITY" at harevutai開催決定、1st Full Album収録曲「にじゅう六日」が映画「不倫ウイルス」（監督：長谷川徹/公開日未定）主題歌への使用が決定。
  - 28日 - デジタルシングル「変わり者がなんだ」配信リリース。「変わり者がなんだ」のMV（Direction：番場秀一）をYouTube上で公開。
- 11月24日 - 初のフルアルバム「変わり者がなんだ」をリリース。
- 12月25日 - Her knuckle初のワンマンライブのオンライン生配信が決定(アーカイブ配信あり)。

### 2021年
- 1月30日 - 「Her knuckle 初ワンマン!!! "A DREAM OF REALITY" at harevutai」（東京/池袋）公演について、1月8日、延期を発表[2]。
- 6月3日 - 葉菜子がHer knuckleでの活動を辞退。ソロ活動に転向[3]。

## メンバー
- 後藤友輔
  - 「To Be Continued」のリーダーでキーボーディスト兼ギタリスト。

- 葉菜子
  - BiS（2期）の元メンバー。旧名義はムロパナコ。1999年9月12日生まれ。北海道出身。